# Fossa temporalis

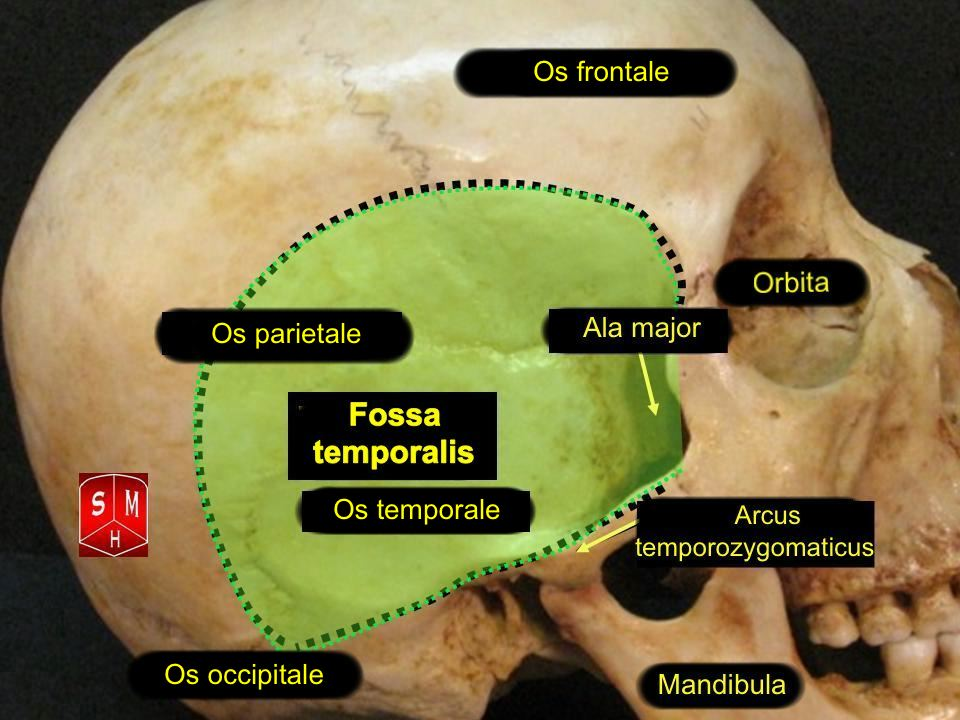
Fossa Temporalis

Die Fossa temporalis (Schläfengrube) liegt im Bereich der Schläfen seitlich der Augenhöhle. Es handelt sich um eine leicht eingesenkte Knochenplatte aus der Schläfenbeinschuppe (Squama ossis temporalis) und dem großen Flügel (Ala major) des Keilbeins (Os sphenoidale). Sie wird kaudal vom Jochbogen (Arcus zygomaticus) und oben von der unteren und oberen Schläfenlinie (Linea temporalis inferior et superior) begrenzt. Die ventrale Begrenzung ist das Jochbein (Os zygomaticum). Unter ihr liegt die Fossa infratemporalis.
In der Schädelgrube liegt der Musculus temporalis, der stärkste Schließmuskel des Kiefers und einer der Kaumuskeln. Durch die Schädelgrube laufen der Nervus auriculotemporalis, der Nervus zygomaticotemporalis, die Arteria temporalis superficialis und die Arteriae temporales profundae. Die venösen Blutgefäße verlaufen dabei parallel zu den arteriellen.